# Међународна спортска федерација слепих
Међународна спортска федерација слепих (МСФС) (енгл. International Blind Sports Federation, скраћено IBSA) је непрофитна организација основана 1981. године у Паризу, Француска. Раније је био познат као Међународна спортска асоцијација за слепе. Мисија МСФС је да промовише пуну интеграцију оштећење вида и слабовидних особа у друштву кроз спорт и да подстакне особе са оштећењем вида да се баве и баве спортом. МСФС је пуноправни и оснивач Међународног параолимпијског комитета (МПК).
У марту 2022. године, у светлу руске инвазије на Украјину 2022. године, забранио је руским и белоруским спортистима и званичницима да учествују на својим догађајима.

## Историјат
Међународна асоцијација слепих спортова, позната под акронимом IBSA од енглеског назива The International Blind Sports Association, формирана је 1981. године.
Инаугурални председник IBSA био је параолимпијски тркач и скијаш Јенс Броман (из Данске) који је служио осам година, пре него што се укључио у Међународни параолимпијски комитет у периоду од 1988. до 1992. године. IBSA је била једна од четири организације, касније шест, која је формирала "Међународни координациони комитет за спорт за особе са инвалидитетом у свету" (МКС) у 1982. години, који је 22. септембра 1989. постао Међународни параолимпијски комитет, као глобално управно тело Параолимпијског покрета.
Други председник (у периоду од 1993. до 2001. године) био је Енрике Санз (из Шпаније), затим Енрике Перез (2001 до 2005; такође из Шпаније). Четврти председник Мајкл Баредо (са Филипина) служио је два мандата, од 2005. до 2013. године. Јани Хамершој (из Данске), бивши параолимпијски голбол спортиста, почео је у септембру 2013. године да служи три мандата.
Удружење је променило име у федерацију између 2002. и 2003. године, када је било са седиштем у Шпанији и користило веб адресу www.ibsa.es. Федерација је касније премештена и регистрована у Бону, Немачка. Његов лого се такође променио у неком тренутку од представљања глобуса, до његових иницијала са именом федерације испод; у оба логотипа, акроним IBSA је представљен у Брајевим тачкама.
Шести председник Сандро Ди Гироламо (из Италије), председник италијанске спортске асоцијације слепих, започео је четворогодишњи мандат од понедељка 11. октобра 2021. године. Мандат је скраћен ванредном генералном скупштином за 30. јун 2023. године, након чега је Илгар Рахимов (из Азербејџана) започео свој четворогодишњи мандат.

## Спортови
Међународна спортска федерација слепих подржава неколико спортова за особе са оштећењем вида, укључујући три параолимпијска спорта (фудбал за слепе, голбал и параџудо), пауерлифтинг, куглање на десет чуњева, куглање на 9 чуњева, торбал и шоудаун.
Такмичење се одржава у пет региона: Африка, Америка, Азија, Европа и Океанија. За спорт голбола, такмичарски Азија и Океанија су извучени заједно као "азијско-пацифички" регион.

## Спортски догађаји
Репрезентативан догађај Међународне спортске федерације слепих је Светске игре слепих, које се одржавају сваке четири године. Прве игре одржане су 1998. године у Мадриду, Шпанија, након чега је уследио догађај 2003. године у Квебеку, Канада. Треће издање игара одржано је у Сао Паулу, Бразил, 2007. године, а игре 2011. одржане су у Анталији, Турска.
Пето издање такмичења реализовано је 2015. године у Сеулу, Јужна Кореја. У игре су била укључена такмичења у спортовима пауерлифтинг, параџудо, голбол, фудбал, шах, куглање на десет чуњева, тандем бициклизам, пливање, шоудаун, и атлетика.
Шесто издање је било 2023. године у Бирмингему, Уједињено Краљевство.
Међународна спортска федерација слепих такође организује светска и регионална првенства у многим својим спортовима. Регионална или континентална првенства се углавном одржавају у непарним годинама, док се светска првенства одржавају сваке четири године у парним годинама када нема Параолимпијских игара.

## Догађаји

### Светске игре слепих
| Такмичење | Година | Домаћин                         | Датум              | Спортови |
| --------- | ------ | ------------------------------- | ------------------ | -------- |
| 1.        | 1998.  | Шпанија, Мадрид                 | 18–26. јули        |          |
| 2.        | 2003.  | Канада, Квебек                  | 5–10. авуст        |          |
| 3.        | 2007.  | Бразил, Сао Паоло               | 28 јули – 8 август |          |
| 4.        | 2011.  | Turkey, Antalya                 | 1–10 April         |          |
| 5.        | 2015.  | Јужна Кореја, Сеул              | 8–18. мај          |          |
| 6.        | 2019.  | није одржано                    | —                  |          |
| 7.        | 2023.  | Уједињено Краљевство, Бирмингем | 18–27 August       |          |

### Светске омладинске игре слепих МСФС
Ранији назив: МСФС Светске омладинске и студентске игре
| Такмичење | Year  | Host                  | Dates           | Sports |
| --------- | ----- | --------------------- | --------------- | ------ |
| 1.        | 2005. | USA, Колорадо Спрингс | 4–10 август     | 5      |
| 2.        | 2007. | USA, Колорадо Спрингс | 11–17 јули      | 5      |
| 3.        | 2009. | USA, Колорадо Спрингс | 15–20 јули      | 3      |
| 4.        | 2011. | USA, Колорадо Спрингс | 13–18 јули      | 3      |
| 5.        | 2013. | USA, Колорадо Спрингс | 13–15 септембар | 2      |
| 6.        | 2015. | USA, Колорадо Спрингс | 26–30 јули      | 1      |
| 7.        | 2017. | HUN, Будаерш          | 1–9 јули        | 1      |